# Soverato
Soverato este o comună în provincia Catanzaro, în regiunea Calabria (Italia).

## Demografie
Soverato - evoluția demografică

|  | Graficele sunt indisponibile din cauza unor probleme tehnice. Mai multe informații se găsesc la Phabricator și la wiki-ul MediaWiki. |

Date: Recensăminte sau birourile de statistică - grafică realizată de Wikipedia

1. ↑  Superficie di Comuni Province e Regioni italiane al 9 ottobre 2011 (în italiană), Istituto Nazionale di Statistica, accesat în 16 martie 2019
2. ↑   https://it-ch.topographic-map.com/map-xvbb5k/Soverato/?zoom=19&center=38.6879%2C16.54992&popup=38.68799%2C16.54986 Lipsește sau este vid: |title= (ajutor)